# ギフォード・ピンショー
ギフォード・ピンショー（Gifford Pinchot、1865年8月11日 - 1946年10月4日）は、アメリカ合衆国の森林管理官、共和党の政治家。1905年から1910年まで農務省の国有林管理部門の最初の長官を勤めた。1923年から1927年までペンシルベニア州の第28代知事（1931年から1935年に2期目）。彼はまた、進歩党に短期間参加、再び1931年から1935年に共和党のメンバーだった。
アメリカ合衆国における、「保全」(conservation)、「賢明な利用」(wise use)にもとづいた森林管理・開発の改良者としてピンショーは広く知られている。ピンショーの主要な貢献は、森林や他の天然資源を、人類にとって最大の利益をもたらすように科学的に制御し、管理することの重要性を提唱した。彼はこれを「人間のサービスのためにもたらすことができる森林から生産する技術」と呼び、保全倫理の用語造語を天然資源に適用させた。
ピンショーの主な貢献として、科学的な林業を推進し、それが人類に最大の利益となるであろうとし、森林やその他の天然資源の制御され、収益性の使用を強調するのにリーダーシップを発揮した。

## 幼少期からの生活と教育
「パタクセント自然環境研究センター」http://www.pwrc.usgs.gov/resshow/perry/bios/pinchotgifford.htm 2015年4月12日閲覧）によると、聖公会の両親の下、1865年8月11日にコネチカット州シムズベリーで生まれた。父ジェームズ・W・ピンショーは、成功したニューヨークの壁紙商人で、母メアリー・イーノはニューヨーク市の裕福な不動産開発者アモス・イーノの一人娘。Noble, Jr., Ransom E. "Pinchot, Gifford". In William D. Halsey. Collier's Encyclopedia 19. New York: Macmillan Educational Corporation. pp. 50–51.（1976）によると彼はフィリップス・エクセター・アカデミー、1889年にエール大学を卒業。さらにスカル・アンド・ボーンズのメンバーだった。兄弟は兄のアモス・ピンショーと妹（外交官アントワネットアラン・ジョンストンと結婚 ）がいる。
参考サイトから、伐採と土地投機から大きな財を成した父親は一族の仕事として土地に行っていたダメージを悔いていたことがわかる。父ジェームズは、ギフォードは林業家になるべきであると提言。ギフォードは、大学院としてナンシーにある林業のフランスの国立学校進学を検討するが家に戻り、国の森林政策を形作る上での意図、発生期の森林運動に没入。ジェームズとギフォードは一緒にエール大学に林業科を1900年に創立、そしてジェームズはグレータワーズ、ペンシルベニア州ミルフォードに所有する資産を、アメリカの林業移動のための「育樹園」にした。財務事務は兄アモスによって管理されていたため、森林管理の概念を開発するより重要な仕事をするために、ギフォードに解放。いくつかの他の林業運動とは違って、ギフォードの富で収入を心配することもなく、この目標を追求することができた。ピンショーのアプローチは、他の主要な林業の専門家、特にベルンハルト・E.フェロウとカール・A・シェンクへ。フェロウはピンショーの前に米国農務省の最初の院長を1898年に辞し、ニューヨーク州立大学の他に林業科をコーネル大学に、シェンクはピンショーもかかわったビルトモアエステート（広く「アメリカ林業の発祥地」として認識される）での後継者とビルトモアエステートにビルトモア森の学校という学校創設者だった。学校では、主に米国で林業を導入する彼らのアプローチを反映。Lewis, James G. (1999). 「ピンショー家族との戦い、アメリカの林業を確立するための」ペンシルベニア州史 66 (2): 143–165. ISSN 0031-4528.によると、フェロウはピンショーの国家ビジョンとは対照的に、シェンクで民間企業の努力による地域的アプローチを提唱した。
おそらく、林業家としての彼の発展に最も影響を与えた男性が卿だったディートリッヒ・ブランディス、大英帝国から林業を持ってきた、ブランディスの後継卿ヴィルヘルム・シュリッチだとしている。ピンショーは、森林サービスを米国で1905年に確立した際、構造化する方法について専門的な森林管理を導入する際に大いに参考にしていた。

## 林業政策や制度

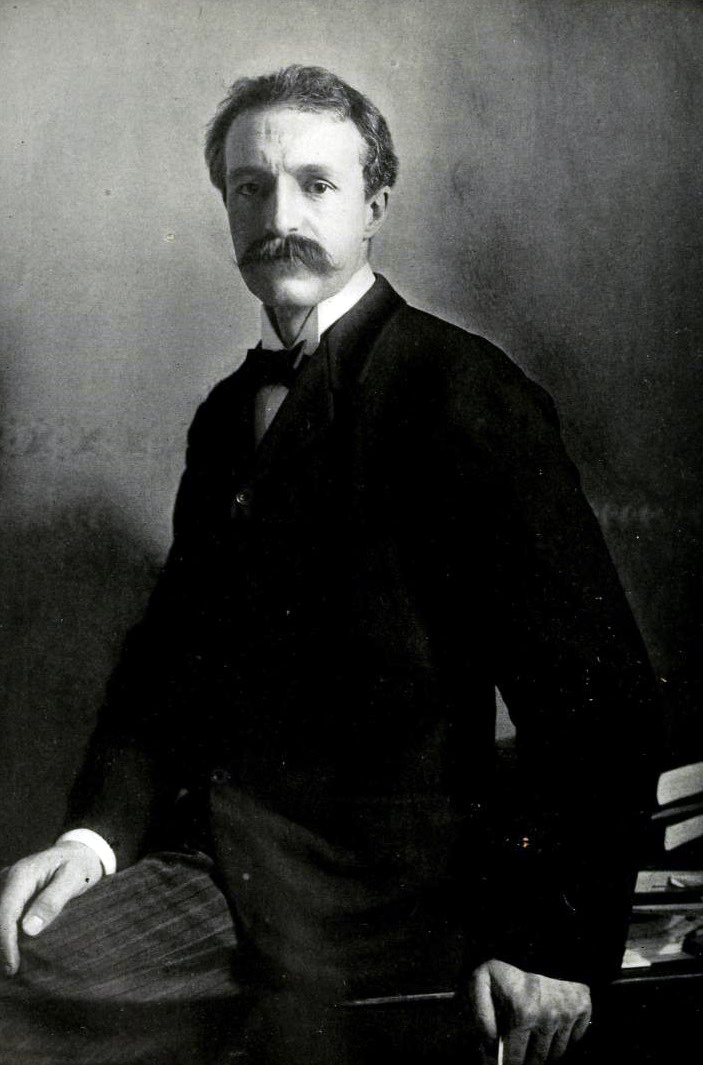
ベンジャミン・ジョンストンによるギフォード・ピンショーの肖像. 1901年

1896年、全米科学アカデミーは、国有林委員会を結成した。ピンショーは唯一の非アカデミーからのメンバーだった。委員長グローバー・クリーブランドは、後に国の西部森林保護区を管理するための計画を策定するピンショーを引き入れた。ブーンとクロケットクラブのアーカイブ によると、1897年、ピンショーはブーンとクロケットクラブによって設立されたセオドア・ルーズベルトも関わる北米初の自然保護団体のメンバーになったという。
連邦政府の森林管理が変更し、1898年に成功したベルンハルト・フェロウの後をうけ、ギフォード・ピンショーは、林業部門のチーフとして、1905年、後に改名するアメリカ合衆国内務省農務省内の機関米国森林サービスに奉職。ピンショーは優れた実践を示し、作業計画を作るために新しい林業学校の卒業生を受け入れることにより、大小の民間所有者の操作に優れた林業の方法を導入。
1900年、ピンショーがアメリカ林業家学会を設立。これは20世紀の変わり目に、米国で進行中であった専門化の動きにおいて、林業という新たな職業に信頼性を持たせた。1900年までアメリカでは、プロの林業人を訓練した2つの学校はコーネル大学の林業コースとニューヨーク州立大学で、他はビルトモアの森の学校が唯一である。「アメリカの林業の歴史」, page710, by W.N. Sparhawk in Trees: Yearbook of Agriculture,1949. Washington,D.C.によると、ピンショーファミリは、イエール大学（今では林業の2年間の大学院レベルの学校に恵まれ、森林環境学部を有する）はピンショーの仲間でイエールの卒業生であるヘンリー・S・グレイブス 、ジェームズ・W・トメイとともに、1900年に開始。1900年の秋までに、学生はコーネルの林業プログラムで24人、ビルトモアで9人、エールで7人であった。WVIAとピンショー研究所によって生成PBSの関連会社で放映されたフィルム「グレイグッドを探している」 http://www.pinchot.org/seeking_the_greatest_good  によるとピンショー/エールアプローチの一つのユニークな特徴は、第1学業を開始する前に、グレータワーズのキャンプ地で森を体験する学生を必要とした研究であった。
ピンショーは公有地を連邦政府所有と経営を維持して、民間保有の間でリソース分散から公開土地政策を実行しようとした。ピンショーは効率な動きを革新的に強く信じている。廃棄は偉大な敵であり、短期的な利益のための資源の破壊コモンズの悲劇を彼はよく知っていた。彼の成功は、部分的に、エール大学の学生らと開発を開始し、そのキャリアを通じて発展を続け、個人のネットワークで導かれた。採用プロセスでの彼の個人的な関与から、森林サービスに高いエスプリ軍団の関与につながり、彼は党派政治愛顧を回避することができた。ピンショーはプロ意識と科学が大きく評価された時代の支持者を獲得するために、専門知識に資産計上したのである。

## 方法

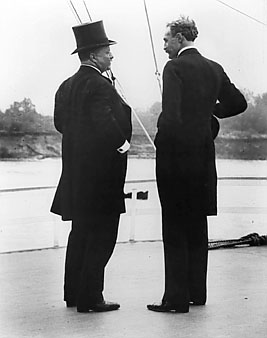
ミシシッピ汽船にて、セオドア・ルーズベルトとギフォード・ピンショー。1907年

Balogh 2002によると、ピンショーは、政府の役割を拡大するための努力と、批評家から武装解除するために市場経済のレトリックを使用。森林や自然資源の科学的管理は、収益性が高かった。彼の戦いのほとんどは、あまりにも狭い時間地平線を持っていたと思った木材会社とであったが、彼はまた森林の保全家として戦うジョン・ミューアらに、自然の商品化には深く反対された。
国立公園：アメリカズベストアイデア：歴史上の人物。PBS。2011-09-01 によると、ピンショーは、一般荒野や風景、おそらく最高のせき止めを保全事実のために反対されていたHetch Hetchyバレーでヨセミテ国立公園において重要なサポートによって態度を示す。
ドナルド・J・ピサニ、 プログレッシブ時代の水道計画：内陸水路委員会再考、政策史のジャーナル18.4（2006）pp.389-418 によると、ピンショーは1905年、国家卓越性に上昇したセオドア・ルーズベルト大統領の後援の下、所属部門が劇的に森林サービスの権威を高め、国家の森林保護区の制御を得た。ピンショーは市場原理と引き換えに、森林が設定された条件の下で、民間の利益によって開発することができたことで計画開発をみた。ピンショーは、自然資源管理問題の国民の議論を指示するために多くの宣伝キャンペーンに着手。 1907年にルーズベルトはピンショーを内陸水路委員会における革新主義時代の多目的アプローチから調査し、水資源の使用量の調査メンバーに任命。
スティーブン・ポンダー（1987）。 「ギフォード・ピンショー、林業のためのプレスエージェント」森の歴史 31（1） のジャーナル ：26-35。。DOI ：10.2307 / 4004839 。ISSN 0094-5080 によると、彼の広報活動の中心となるのは、雑誌や新聞のためのニュースの作成、ジョン・ミュアなどのような相手との論戦。ウィリアム・タフトは、1910年1月に彼の上司、長への敵対的な情報操作により、有効性おける発火につながった。しかし彼の成功は世論に影響を与える方法について他の官僚のためのモデルとなった。
ピンショーの方針は、ほかにもいくつかの反対にも遭遇している。議会は、森林の保全にますます敵対的であったし迅速搾取のために地元の商業圧力にお辞儀、保全家は大規模な木材伐採そのものに反対。1907年、議会は西部の州でより多くの森林保護区の創設を禁じる。彼の力が農業法案の議会義務付け改正によって削除される前に、ルーズベルトは新国立森林をわずか数分の1600万エーカー（65000平方キロメートル）と命名。これらは真夜中の森林と呼ばれていた。
1916年に保全への貢献のために、ピンショーは全米科学アカデミーから公共福祉メダルを授与された。

## ピンショー-バリンジャーの論争
「ピンショーを除」。ボストングローブ 。 1910年1月7日。2012年1月22日閲覧 によると、ピンショーの権限は、ウィリアム・タフトに1908年、実質的に大統領の選挙によって損なわれた。タフトは後にピンショーを却下し内務長官リチャード・バリンジャーへ彼の政策や反対を論説。
ピンショーはバリンジャーの信用を傷つけたとして知られるようになったオフィスから彼を強制する公的な一連の攻撃ピンショー-バリンジャー論争を開始。そのエピソードは、共和党でスプリット急い進歩党母体の形成につながった。ピンショーと彼の兄弟は最高指導者となった。

## 1910年の嵐と火災・森林サービスの下降
ピンショーは、1910年に学校林のキャンプに参加。夏のキャンプ地グレータワーズを訪問（ピンショーは犬である）、ピンショーの愛弟子ウィリアム・グリーリーに4100万エーカー（17万平方キロ）上で責任を持たせていた。森林サービスのリージョン林業家であるために、1904年最初のエール林業卒業クラスの最上部にいた会衆大臣の息子の管理地は、4つの西部の州で22国有林（モンタナのすべて、多くはアイダホ州、ワシントン州、およびサウスダコタ州の隅）を有した。
森林火災地獄の後、1910年の大火は 、宗教人なグリーリーはワシントンの高い管理業務に昇進を受け取ることに成功した。1920年、森林局のチーフ就任。1910年の火事がことを彼に悪魔が最優先のミッションを確信させる - -森林サービスの仕事にあった、火は存在意義に消防上昇党派消火に彼を変換する。グリーリーの下でのサービスでは木材産業が政策の犠牲にして後あと切ることができるように樹木を保護し、消防車の会社となった。ピンショーは愕然とした。[ティモシー・イーガン、2009年、ビッグバーン：テディルーズベルトと火災保存されたアメリカ、ホートン・ミフリン・ハーコート ISBN 978-0-618-96841-1] によると、木材産業に成功を経由して大規模な収穫に有利な林業サービスポリシーを指向規制の虜と、比喩的に、木材産業は現在、鶏小屋でキツネだった。ピンショーとルーズベルトは、少なくとも、その公共の木材を想定していた唯一の小さな家族経営のロギングの衣装に、ではなく、大きなシンジケートに売却する必要があった。またピンショーは常に、エッジで人と小規模な記録を操作するための作業森の中核に保存を説いていた。1928年にビル・グリーリーは、西海岸製材協会の幹部になって、木材業界でのポジションのため森林サービスから去った。
ときにピンショーはとそれらの森林を表示し、1937年にヘンリー・S・グレイブスと西の旅に。彼らが見たものは「彼の心を引き裂いた」。グリーリーの遺産は、オレゴンで現代のチェーンソーや政府に構築された林道を組み合わせた工業規模クリアカットで、西部のモンタナ国有林での規範になることを許されていた。全体の山腹、山の後にも山がつらなり、樹木のないものとなる。「だから、これは木を保存するとすべてに約あったものである。」「絶対荒廃」とピンショーは日記に書いていた。
イーガン、p.272ビッグバーン。 によると
「森林サービスは絶対に防衛策として、ワシントン州とオレゴン州でクリヤー切断に対して宣言する必要がある」と、ピンショーは書いているという。

## その後の政治活動
1914年進歩党チケットでピンショーが設立した国立保護委員会は、彼が1910年から1925年に長となり、ペンシルベニア州の状態のため、中上院のために奔走。彼は州共和党で、前任の民主党の候補者と議員A.ミッチェル・パーマー、現職の上院議員ボイーズ・ペンローズの後、二番目に。ピンショーは後に大統領職を求めていることに関心を表明、大統領ウッドロー・ウィルソンの中立性アメリカの関与を促進したい第一次世界大戦に反対。

## ペンシルベニア州の知事として
進歩党の解散後、ピンショーは共和党に戻り、ペンシルバニア州の政治に焦点を当てた。知事ウィリアムSproulは1920年に目的とおもって林業の状態委員を任命するが、ピンショーの目的は知事になることだった。政府の経済、施行：オフィスのための彼の1922年のキャンペーンは、人気の改革に集中禁止と公益事業の規制を掲げた。彼は大差で勝った。1924年、ピンショーは挑戦的な長とみられるカルビン・クーリッジの共和党の指名のために、最終的に大統領選に立候補を避けた。
シュタインメッツ。 ロナルド・R・クライン、1992年、エンジニアと社会主義。 299ジョンズ・ホプキンス大学出版ISBN 0-8018-4298-0 によると、非常に類似していた- 1926年に、知事ピンショーはペンシルベニア州のための準公共「ジャイアントパワー」スキームを提案したチャールズ・シュタインメッツによるペンシルベニア州の炭鉱に隣接発電所からの高電圧線で電気を送信するための計画-が、批評家は「社会主義としてそれを却下」
一方でフランクリン・D・ルーズベルト大統領の下では、同様のスキームは、異なる地域のにもかかわらず、議会によって制定されたとしてテネシー川流域開発公社（TVA）法律に署名。
ペンシルベニア州知事は、当時2期連続は禁止されていたのでピンショーは一時的に、1927年1月18日の任期の終わりに公職から引退。

## 第二項の長い道のり
知事としての任期終了後、ピンショーと妻はに7ヶ月の南洋クルーズを行う。1926年、ピンショーは革新として十数年前に求めていた座席のため好戦、共和党上院に出場していた。1914年の総選挙でピンショーを破っていたボイーズ・ペンローズは、1921年の終わりに死亡した、と知事Sproulが講師と任命していた共和党全国Committeeman ジョージペッパーを席に。1922年にペッパーで開催された特別な選挙に勝利したが、しかしピンショーとの両方で挑戦された下院議員ウィリアム・スコット・ベア 、フィラデルフィアの強力な政治の頭で Vareにすることを誓ったながらピンショーは、禁酒法の問題に強く廃止を支持する立場を取った。18に改正を2年以内に、とペッパー問題をまたぐように努めた。最後に、ピンショーは、ペッパーとVareの後ろ、遠くの三分の一を終えている。
リンギングウェットVare「ロールアップの巨大投票を」 。テレグラフ・ヘラルド 。 1926年5月19日。2012年8月8日に閲覧 や 「Vareはペンシルベニア州でノミネートされる」 ニューヨーク・タイムズ1926年5月19日。2012年8月8日に閲覧,「ビールとVareワインプラットフォームは、ペンシルバニア投票者により承認されている」 。ビーバーフォールズトリビューン 。 1926年5月19日。2012年8月8日閲覧　によると、かつて総選挙で敗北したウィリアム・ウィルソン政権の労働長官に。Vareの選挙の勝利は、上院で認識している間不正の疑惑は、最終的に特別な上院委員会の前に持って来られたように、彼は正式に、座っていませんでした。 1927年1月には、ピンショーは数千の違法紙の投票用紙を生産について委員会で証言し、1929年に、Vareの選挙資格情報は上院によって拒否され、シートが空いている宣言される。
B C ギフォード・ピンショーとペンシルベニア州最長のプライマリ。屋根無しの政治（2010-05-21）。 2011-09-01閲覧によると、1930年、ピンショーは公益事業の規制、禁止の継続、失業者のための救済、および舗装道路の建設のために戦って、「泥から農民を取得します」と知事として第二項を求めた。彼は、その年の政治カムバックのマウントについて心配していた。 「私は自分自身を馬鹿にしたくない」と、立候補を発表する前に宣言した。対戦フランシス・シュンク・ブラウン 、Vareのフィラデルフィア・マシンの候補者、およびトーマス・フィリップス熱狂的に国家の「ウェット」の力によってサポートされていた、西部のペンシルベニア州出身の元2項の国会議員、ピンショーは伝統的に共和党の中で約20万票の赤字を克服選挙の夜に12000票リードを引っ張る。
また、フィラデルフィアの元下院議員フィリップスのためにキャスト281000票を、そのほとんどがブラウンの費用で来た、ピンショーをプライマリの狭い勝利を与えているように見えた。ブラウンの弁護士はすぐにで約6万票と主張、結果を挑戦Luzerne Countyのは 、彼らが不正を防止する試みで郡選挙管理人によって事前に穿孔されていたので、外に投げすべきであった。法廷闘争は、夏の間続いたと誰も両方の男性は定期的に候補者であることを主張し、特に以来、知事のための共和党の候補者は次のようになり誰が確かに知っていた。8月20日に訴訟や政治的混乱の4ヶ月の終了、 ペンシルベニア州最高裁判所は、最初の場所で投票用紙をマーキング（穿孔）のためのルツェルン一般訴訟裁判所をcastigatingながら、与党以前の下級裁判所を支持し、すべての6万あき投票があったことを宣言、それによって5月20日共和党の主要の勝者としてピンショーを証明する。
さらに、予想されたように、キー共和党の数は、裕福なのそれが最も重要な離党の1、秋のキャンペーン期間中に知事を放棄したWW Atterbury、ヘンプヒル、ピンショー民主対戦相手社長のペンシルバニア鉄道積極的にジョンをサポートするために、共和党全国委員会に彼の座席を辞任。それによって、民主党候補の11月の投票で2つの行を与えて - - その秋に反乱を起こし、別の自由党を作成しただけではないVareの強力なフィラデルフィア・マシンを含め、自分の党の多くのではない、多くの「濡らす」の反対にもかかわらずピンショーは、1068874 1010204へのマージンによりヘンフィルを僅差で破っている。

## ペンシルベニア州の知事としての第2期
1935年1月15日にオフィスでの彼の第二項、1931年1月20日の間に、ピンショーは大統領フランクリン・ルーズベルトに協力。彼は民主党で対戦相手であるにもかかわらずにである。知事ピンショーのリーダーシップの下で、ペンシルベニア州は民間保全隊（第二のみカリフォルニアへ）ペンシルベニア州に公有地で作業する113のキャンプ地設立を歓迎。によるとペンシルベニア州の州立公園での作業進捗管理及び国立公園局の権限をピンショーが助け、またピンショー道路として知られるようになった農村道路を舗装することによってペンシルベニア州の苦労農民や失業者を助けた。彼の前任者、ジョン・フィッシャー知事によって設立した鉄の警察を知事ピンショーも継承し暴力的な石炭を廃止した。
1933年に、ときに禁止が全国的に廃止されたアルコールの販売がピンショーにペンシルベニア総会と呼ばれるアルコールの製造・販売に関する規制を議論する特別セッションの4日前に、再びペンシルベニア州で法的になる。このセッションでは　ペンシルベニア州酒類管理委員会にするピンショーの願望を反映。マーク・A・ヌーン、Yuengling：アメリカ最古のビール醸造所、P 131の歴史 ISBN 0-7864-1972-5 。 マクファーランド・アンド・カンパニー・インク、2005　やデボラ・ブラムの（2010-02-19） 米国政府が禁止中にアルコールを毒殺方法のリトル語った物語。 -スレートマガジン-デボラ・ブラム 。 Slate.com。2011-09-01閲覧によると国営酒屋のそのシステム「できるだけ不便で高価にすることによって、アルコール飲料の購入を思いとどまらせる」の設立につながった

## 晩年
によると、1934年、ピンショーは上院のために失敗した第三の時間をすごす、現職の上院議員デビッド・リードにより共和党の指名を失った。ピンショーの最後のキャンペーン、1938年に知事のためのGOPの指名のための選挙を、前者に第二副知事アーサージェームズが入って来て、また失敗した。ギフォード・ピンショーによって新境地を開拓。ISBN 978-1-55963-670-4 ハーコートブレイスJovanovich、1947年（1998年アイランドプレス文庫本）によると、残りの間に、元知事がフランクリン・ルーズベルト大統領に助言を与えた林業家としての自分の人生についての本を書いた。によると、このほかに第二次世界大戦時に救命ボートに使用する釣りキット考案。米海軍の魚から新鮮な水を抽出する方法について指示。[ 要出典 ]

## 死と遺産

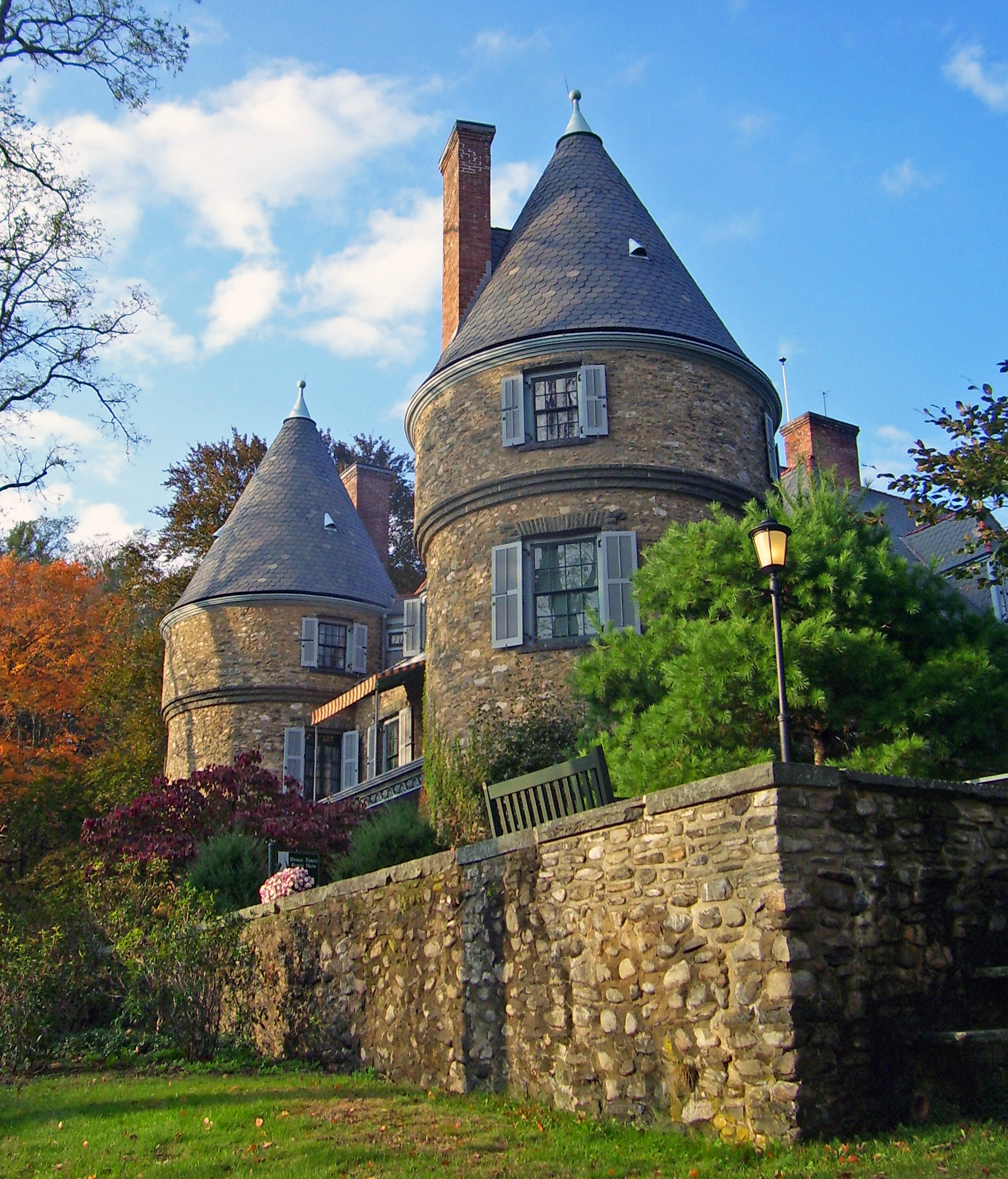
グレータワーズ近く、ペンシルベニア州ミルフォード、国立史跡

ギフォード・ピンショーは、1946年10月4日に81歳で白血病により死亡した。によると、妻、コーネリアブライスは、彼の息子ギフォードブライスピンショーによって存続させた。によると、彼はパイク郡ペンシルバニア州ミルフォード墓地に埋葬されている。カーク・ジョンソン（2001年6月7日）「ウッドランドエレジー、グリーンのラプソディから、ハンターマウンテンの絵画は、回復に拍車をかけた」 ニューヨーク・タイムズ紙によると、ギフォード・ピンショーの名はハドソン川の学校の芸術家サンフォード・ロビンソンギフォードのために命名された。によると、初代ギフォード・ピンショーを誇りとし、家族は、ギフォード・ピンショーIVまで彼らの息子にギフォードに名前を続けている。
ギフォードシニアと彼のその後13歳の息子はフィラデルフィアのジョン・C・ウィンストン（株）から南洋で包装し、スティッフと題する科学的な旅行アドベンチャーブック、著作を1933年に共同で執筆。ギフォード・ジュニアは若い少年の言語でメアリーピンショー-家族のセーリングが遭遇した科学的研究、観察、そして冒険に関連して、ニューヨークにキーウェストと上にガラパゴス、マルケサスとソシエテ諸島の冒険をナレーション。写真や文書はダーウィンライクなオデッセイ。本は現在絶版だが、見つけることができる。[要出典]
ワシントン/ギフォード・ピンショー国有林とギフォード・ピンショー州立公園、ペンシルベニア州Lewisberryのペンシルベニア州立大学ピンショーホールにあるように、彼の名誉で命名されている。カリフォルニアのキングスキャニオン国立公園のジョン・ミューア・トレイル大コーストレッドウッドでミュアウッズピンショーパスがあるように、カリフォルニア州でもまた、彼の名誉で命名された。
によると、コネチカットの ピンショーシカモアは本来の状態で最大のツリーで大西洋岸シムズベリーには、第二位のプラタナスとともにまだ立っている。ピンショーが生まれた家は彼の祖父、キャプテンエリシャフェルプスに属し、かつ国家歴史登録財上にある。によると、1963年、ピンショーファミリーと息子の博士ギフォードブライスピンショーから米国森林サービスへの寄付を、大統領ジョン・F・ケネディが家族の避暑地の家を受け入れ、グレータワーズ国立史跡とした。そのまま国定歴史建造物とし、連邦機関が運営。予算削減とハリケーンサンディ被害にもかかわらず、ヘリテージ協会の支援を受けて、ツアーは夏の数ヶ月で提供されている。また、タワーと本社ワシントンD.C.でピンショーファミリー専用保全グレーピンショー研究所で両方のオフィスを維持。研究所は、保全リーダーシップと持続可能な林業のピンショーの遺産を続けている。
最初のギフォード・ピンショーの孫ギフォード・ピンショーIIIは、ベインブリッジ大学院大学を提供した共同創設者兼院長であり、環境の統合度の持続可能性と社会的責任技術革新と利益との経営管理の修士を育成している。

## 参考資料
WEBサイト
- Gifford Pinchot[リンク切れ] (1912: Competing Visions for America, Ohio State University)
- Gifford Pinchot (1865–1948) Conservation Hall of Fame, National Wildlife Federation
- Gifford Pinchot Brief Bio

出版物（いずれも未邦訳）
一次文献
- "Breaking New Ground" by Gifford Pinchot.ISBN 978-1-55963-670-4. Harcourt Brace Jovanovich,1947. In print, 1998, by Island Press and in paperback..
- Gifford Pinchot,  The Conservation Diaries of Gifford Pinchot ed by Harold K. Steen (2001)
- Gifford Pinchot,  The Fight for Conservation.  New York: Doubleday, Page & Company, 1910.

二次文献
- Balogh, Brian. "Scientific Forestry and the Roots of the Modern American State: Gifford Pinchot's Path to Progressive Reform" Environmental History 2002 7(2): 198–225. ISSN 1084-5453
- Egan, Timothy. The Big Burn: Teddy Roosevelt and the Fire that Saved America (2009)
- John McCormick, The Global Environmental Movement, London: John Wiley (1995).
- McGeary, M. Nelson, Gifford Pinchot: Forester-Politician  (1960)
- Meyer, John M. "Gifford Pinchot, John Muir, and the Boundaries of Politics in American Thought" Polity 1997 30(2): 267–284. ISSN 0032-3497
- Miller, Char., Gifford Pinchot and the Making of Modern Environmentalism (2001)
- Nash, Roderick. "Wilderness and the American Mind," Univ. of Wisc. Press, (1967), and later editions
- Page, Walter H. (March 1910). “Gifford Pinchot, The Awakener Of A Nation”. The World's Work: A History of Our Time XIX:  12662–12668 2009年7月10日閲覧。.
- Smith, Michael B. "The Value of a Tree: Public Debates of John Muir and Gifford Pinchot" Historian 1998 60(4): 757–778. ISSN 0018-2370